# جريجوري زينوفايف

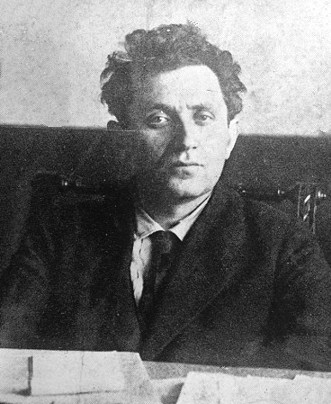
جريجوري زينوفاييف

جريجوري زينوفاييف (بالروسية: Григо́рий Евсе́евич Зино́вьев) (ولد 25 أبريل 1883 – 23 أغسطس 1936)
اسمه الحقيقي أفسي-جيرشن أرونوفيتش ردوميسلسكي-أبفيلبوم، ثوري بلشفي. عضو من «الترويكا» ومن الحزب الشيوعي.
ورئيس مجلس السوفيت من لينينغراد.وهو أحد المشاركين بثورة أكتوبر 1917 التي قام بها فلاديمير لينين وجوزيف ستالين.التحق في البداية مع كامينيف وستالين لتشكيل ترويكا لتهميش تروتسكي، قبل ان يقترب منتصف سنة 1920، وقف إلى جانب تروتسكي وكامينيف بوجه ستالين، أدين لاحقاً أثناء المحاكمة الأولى في 25 أغسطس 1936 بتهمة تشكيل جبهة لمعاداة الدولة وخيانة الشيوعية ولرفاقه بانضمامه لتروتسكي وقد اعدم رمياً بالرصاص.

## من الثورة إلى سنوات 1930
ولد سنة 1883 من أبوين مزارعين يهوديين، ويوصف زينوفاييف ب: «سميك المنظر، مع وجه شاحب، ذي جسم ضخم، وشعر أشعث وكثيف وعيون رمادية وزرقاء»
قام بأول حملة في جنوب روسيا. هاجر في عام 1902 إلى برن، حيث درس حتى عام 1905، وهناك التقى بجورجي بليخانوف ولينين،
حيث دعاه هذا الأخير للدخول للحزب البلشفي، وهو ما فعله في العام التالي. ولعب دورا هاما في تنظيم حزب العّمال الاشتراكي الديمقراطي الروسي في بيتروغراد. بعد فشل ثورة عام 1905، تركّز نشاطه السياسي في منشورات الصحافة والحزب.
طاردته الشرطة، حيث اضطر لمغادرة روسيا في 1908-1917. في عام 1907 انتخب للجنة المركزية لحزب العّمال الاشتراكي الديمقراطي الروسي في لندن. في العام التالي، التحق بلينين في جنيف، وأصبح ذراعه الأيمن حتى عام 1912، ومسؤول الحزب في مدينة كراكاو، ثم ولج حدود النمسا والمجر وهرب بعدما كون جزء من قيادة الحزب.
عندما أوشكت الحرب العالمية الأولى على الانتهاء و بعد فترة وجيزة من ثورة فبراير في روسيا، عاد إلى بيتروغراد مع لينين على متن القطار الشهير و المنظم من قبل الألمان في أبريل نيسان 1917.

## روابط خارجية
- جريجوري زينوفايف على موقع الموسوعة البريطانية (الإنجليزية)
- جريجوري زينوفايف على موقع إن إن دي بي (الإنجليزية)